# The Nepenthaceae of the Netherlands Indies
The Nepenthaceae of the Netherlands Indies is een monografie van Benedictus Hubertus Danser over de Nepenthes-bekerplanten in Nederlands-Indië en omliggende regio's. Het werd in 1928 gepubliceerd in het Bulletin du Jardin Botanique de Buitenzorg. In 2006 werd een herdruk uitgegeven door Natural History Publications te Borneo.

## Inhoud
Danser richt zich in zijn werk op de soorten op Nieuw-Guinea, het Maleisisch schiereiland en de Indische Archipel, met uitzondering van de Filipijnen. De monografie bevat een taxonomische herziening van de soorten uit deze regio. Danser onderscheidde 65 soorten, waarvan hij er 52 in detail beschreef. Hiertoe behoren 17 voor het eerst beschreven soorten, namelijk N. carunculata (later gesynonymiseerd met N. bongso), N. clipeata, N. dubia, N. ephippiata, N. fusca, N. inermis, N. insignis, N. leptochila (later gesynonymiseerd met N. hirsuta), N. mollis, N. paniculata, N. papuana, N. pectinata (later gesynonymiseerd met N. gymnamphora), N. petiolata, N. pilosa, N. spectabilis, N. tobaica en  N. tomoriana. Al deze soorten werden tot in detail door Danser beschreven, soms met aanvullende tekeningen.
Danser synonymiseerde N. edwardsiana met N. villosa, N. hemsleyana met N. rafflesiana en  N. ramispina met N. gracillima. Later werden deze drie taxa weer hersteld als geldige soorten.

### Infragenerieke classificatie
Danser verdeelde de door hem beschreven soorten in zes clades: Vulgatae, Montanae, Nobiles, Regiae, Insignes en Urceolatae. Hij classificeerde de soorten als volgt:
Vulgatae
- N. distillatoria
- N. tomoriana
- N. neoguineensis
- N. mirabilis
- N. madagascariensis
- N. tobaica
- N. anamensis *
- N. papuana
- N. khasiana
- N. gracilis
- N. paniculata
- N. reinwardtiana
- N. pervillei
- N. thorelii
- N. kampotiana
- N. alata
- N. philippinensis
- N. trichocarpa **
- N. tentaculata
- N. albomarginata
- N. vieillardii
- N. geoffrayi *

Montanae
- N. gymnamphora
- N. pectinata *
- N. bongso
- N. gracillima
- N. sanguinea
- N. macfarlanei
- N. singalana
- N. inermis
- N. dubia
- N. carunculata *

Nobiles
- N. spectabilis
- N. leptochila *
- N. hirsuta
- N. deaniana
- N. neglecta **

Regiae
- N. maxima
- N. oblanceolata *
- N. veitchii
- N. ephippiata
- N. klossii
- N. pilosa
- N. burbidgeae
- N. rajah
- N. attenboroughii
- N. boschiana
- N. mollis
- N. clipeata
- N. truncata
- N. fusca
- N. stenophylla
- N. lowii

Insignes
- N. merrilliana
- N. petiolata
- N. burkei
- N. ventricosa
- N. northiana
- N. decurrens *
- N. treubiana
- N. villosa
- N. insignis
- N. rafflesiana

Urceolatae
- N. ampullaria
- N. bicalcarata
- N. hookeriana **

* Heterotypisch synoniem van een andere soort
** Natuurlijke hybride
Bovenstaande classificatie vormde de basis voor latere monografieën zoals Nepenthes of Borneo en Nepenthes of Sumatra and Peninsular Malaysia van Charles Clarke en A skeletal revision of Nepenthes (Nepenthaceae) en Nepenthaceae van Matthew Jebb en Martin Cheek.